# Veilhes
Veilhes ist eine französische Gemeinde mit 145 Einwohnern (Stand: 1. Januar 2022) im Département Tarn in der Region Okzitanien. Sie gehört zum Arrondissement Castres und zum Kanton Lavaur Cocagne (bis 2015 Kanton Lavaur). 
Veilhes grenzt im Westen und im Nordwesten an Viviers-lès-Lavaur, im Nordosten an Lacougotte-Cadoul, im Osten an Roquevidal, im Südosten an Cambon-lès-Lavaur und im Süden an Maurens-Scopont.

## Bevölkerungsentwicklung
| Jahr      | 1962 | 1968 | 1975 | 1982 | 1990 | 1999 | 2008 | 2015 |
| --------- | ---- | ---- | ---- | ---- | ---- | ---- | ---- | ---- |
| Einwohner | 102  | 75   | 69   | 77   | 85   | 95   | 113  | 127  |